# Визжилин, Виктор Алексеевич
Виктор Алексеевич Визжилин (18 апреля 1901, Хмелёвка, Саратовская губерния — 1 апреля 1970, Саратов) — советский военачальник генерал-майор (1940).

## Биография
Родился 18 апреля 1901 года в селе Хмелёвка Саратовской губернии. В 1912 году окончил сельскую школу, работал на текстильной фабрике «Саратовская мануфактура».
В Гражданскую войну в феврале 1920 года был призван в РККА и служил в учебно-этапном батальоне 11-й армии в городе Темир-Хан-Шура. В августе 1921 года зачислен курсантом в 20-ю Саратовскую пехотную школу. В её составе в марте — апреле 1922 года принимал участие в ликвидации бандитизма в Самарской губернии.
В сентябре 1924 года В. А. Визжилин окончил школу и был назначен в 131-й стрелковый Таращанский полк 44-й стрелковой дивизии в Житомир, где проходил службу на должностях от командира взвода до командира учебного батальона. В феврале 1935 года назначен начальником штаба 130-го Богунского стрелкового полка этой же дивизии. В 1937 году окончил 2 курса заочного отделения Военной академии РККА им. М. В. Фрунзе и в августе был переведен в штаб КВО[что?], где занимал должности начальника 1-го отделения 4-го отдела, а с июня 1938 года — заместителя начальника этого отдела. В сентябре 1938 года назначен командиром 131-го стрелкового Таращанского полка 44-й стрелковой дивизии, переименованного позже в 253-й стрелковый. В январе 1939 года переведен начальником штаба 72-й стрелковой дивизии в город Винница. 31 января того же года был допущен к командованию этой дивизией. Участвовал с ней в походе Красной армии в Западную Украину. В октябре заболел и в течение трех месяцев лечился в госпитале. После выздоровления в 1 января 1940 года назначен командиром 130-й стрелковой дивизии в Могилёве-Подольском. С введением генеральских званий в РКАА, один из первых 4 июня 1940 года получил воинское звание генерал-майор.

### Великая Отечественная война
На 22 июня 1941 года дивизия находилась в Киевском военном округе, в городе Каменец-Подольский. В июле 1941 года участвовала в оборонительных боях в районе реки Днестр.

2 июля 1941 года 130-я стрелковая дивизия 18-й армии Южного фронта заняла Могилёв-Подольский и Ямпольский укрепленный районы. Части дивизии часто переходили в контратаки, нанося противнику тяжелые потери, при этом сами также несли огромные потери. В районе Ямполя дивизия вела бои с прорвавшими частями противника, препятствуя продвижению немцев в направлении города Томашполь. После тяжелых оборонительных боев, части 130-й отступили с боями в район Ободовки.— Из книги «Солдаты сорок первого»
С сентября 1941 года заместитель командира 1-го гвардейского стрелкового корпуса Д. Д. Лелюшенко по пехоте. С 24 октября 1941 года начальник штаба 26-й резервной армии. С 25 декабря 1941 по 7 марта 1942 года — начальник штаба 2-й ударной армии, Волховского фронта, был отстранён за плохую работу. С 14 марта по 17 мая 1942 года командир 288-й стрелковой дивизии 4-й армии Волховского, а затем Ленинградского фронтов. С 18 мая 1942 года по болезни находился на лечении в госпитале. 29 августа 1942 года военно-врачебной комиссией был признан «годным к службе в тылу с переосвидетельствованием через 6 месяцев 2-й степени».
С 18 октября 1942 назначен начальником Кемеровского военно-пехотного училища. С 11 августа 1943 исполнял должность начальника филиала курсов «Выстрел» в Новосибирске. С 28 сентября 1943 — начальник Калининского суворовского военного училища. С сентября 1944 года — начальник Харьковского суворовского военного училища.

### После войны
В ноябре 1945 был отстранен от должности и зачислен в распоряжение Главного управления кадров НКО. В январе 1946 — заместитель командира 123 стрелкового корпуса Приволжского военного округа. С 10 января 1950 по 25 апреля 1952 года — начальник Рязанского пехотного училища им. К. Е. Ворошилова. С июля 1952 года начальник военной кафедры Саратовского сельскохозяйственного института.
23 ноября 1956 года уволен в отставку по возрасту.

## Воинские звания
- Майор (24.12.1935)
- Полковник (16.08.1936)
- Комбриг (4.11.1939)
- Генерал-майор (4.06.1940)

## Награды
- орден Ленина (21.02.1945)
- Два ордена Красного Знамени (03.11.1944, 1950)
- Орден Красной звезды (16.08.1936)
- Медали СССР:
  - «XX лет Рабоче-Крестьянской Красной Армии»
  - «За победу над Германией в Великой Отечественной войне 1941—1945 гг.»
  - «За доблестный труд в Великой Отечественной войне 1941—1945 гг.»